# Franciszek Pieczko
Franciszek Pieczko pseud. Tonik (ur. 24 stycznia 1894 w Lipinach, zm. w styczniu 1945 w Mysłowicach) – robotnik, działacz komunistyczny.
Syn robotnika Pawła i Joanny z d. Skrzypiec. Po ukończeniu szkoły powszechnej pracował jako górnik w kopalni "Matylda" w Świętochłowicach. W 1914 został wcielony do niemieckiego wojska, walczył na froncie francuskim do zakończenia I wojny światowej. W listopadzie 1918 wrócił na Górny Śląsk i pracował nadal w kopalni "Matylda". Był czynny w Związku Spartakusa, a następnie w Komunistycznej Partii Górnego Śląska. Był organizatorem wielu wystąpień robotniczych. Po podziale Górnego Śląska działał w Komunistycznej Partii Polski (KPP). Działał w "Komitecie 21" w latach 1923 i 1924. Jako członek Rady Zakładowej Kopalni "Matylda" 5 czerwca 1924 uczestniczył w I Kongresie Rad Załogowych i został wybrany w skład Centralnego Komitetu Akcji "Komitetu 21". Brał udział także w II Kongresie Rad Załogowych. Przed wybuchem strajku powszechnego przeciw podwyższaniu dnia roboczego został aresztowany jako jeden z głównych organizatorów i skazany na rok twierdzy. Po odbyciu kary wyjechał na szkolenie partyjne do ZSRR. Po powrocie kierował Komitetem Dzielnicowym (KD) KPP w Lipinach i wchodził w skład Komitetu Okręgowego (KO) KPP Górnego Śląska. Przez pewien czas kierował pracą partyjną w Podokręgu Rybnickim. 27 września 1933 został aresztowany i skazany na 3 lata więzienia. Po odbyciu kary nadal działał w KD KPP w Lipinach.
Podczas okupacji niemieckiej pracował w kopalni "Szombierki" i jednocześnie organizował sabotaż. W 1941 został aresztowany. Pomimo tortur nie przyznał się do niczego i po kilku dniach został zwolniony. Ponownie podjął działalność konspiracyjną. W 1942 wstąpił do PPR, kolportował ulotki i prasę konspiracyjną. Aresztowany 29 lipca 1944, został osadzony w mysłowickim więzieniu, gdzie zamordowano go w styczniu 1945.